# US Triestina Calcio 1918
US Triestina, bildad 1918, är en fotbollsklubb i Trieste i Italien. Klubben har spelat i Serie A.